# Pista Benjamín Zeledón
La Pista Benjamín Zeledón es una importante autopista urbana de la ciudad de Managua, Nicaragua, que recorre la capital en sentido oeste–este. Lleva el nombre del general Benjamín Zeledón Rodríguez, héroe nacional nicaragüense. Su trazado es clave para la movilidad vial del centro de la ciudad, especialmente entre los distritos Bolonia, Altagracia, Tiscapa y el sector financiero de la capital.

## Características
La pista cuenta con dos carriles por sentido, separados por una franja central. Su superficie está compuesta por adoquines en el tramo occidental (desde la intersección con la Carretera Panamericana – NIC-1) y asfalto en el tramo oriental, hasta llegar al Paseo de la Unión Europea (paso a desnivel con el Paseo Naciones Unidas y la Avenida Colón).

## Trazado
La vía se extiende desde el oeste, en la intersección con la NIC‑1, cruzando múltiples sectores como el barrio Las Palmas y el Bolonia, hasta terminar en el este en el Paseo de la Unión Europea, uno de los pasos a desnivel más importantes de Managua.
Durante su recorrido, atraviesa barrios y conecta importantes vías:
- Carretera Panamericana (NIC‑1)
- 17.ª Calle Suroeste
- Avenida William Romero
- Avenida Bolívar (Managua)
- Camino Jocote Dulce
- Rotonda El Güegüense
- Paseo de la Unión Europea

## Barrios que atraviesa
La pista recorre los siguientes barrios y repartos:
- Las Palmas
- Altagracia
- Reparto Solórzano
- Recreo Norte
- Bosques de Bolonia
- Bolonia
- Jonathan G

## Puntos de interés
- Laguna de Tiscapa
- Plaza España
- McDonald's Plaza España
- PriceSmart Bolívar